# Grigorovich DI-3
Grigorovich DI-3 (tiếng Nga: Григорович ДИ-3), (Dvukhmyestnyi Istrebitel – tiêm kích hai chỗ), là một mẫu thử máy bay tiêm kích hai chỗ của Liên Xô trong thập niên 1930.

## Tính năng kỹ chiến thuật (DI-3)
Dữ liệu lấy từ Shavrov 1985
Đặc điểm tổng quát
- Kíp lái: 2
- Chiều dài: 7,8 m (25 ft 7 in)
- Sải cánh: 11,8 m (38 ft 9 in)
- Chiều cao:  ()
- Diện tích cánh: 30,1 m² (324 ft²)
- Trọng lượng rỗng: 1.487 kg (3.278 lb)
- Trọng lượng có tải: 2.122 kg (4.678 lb)
- Động cơ: 1 × BMW VIz7,3, 545 kW (730 hp)

 Hiệu suất bay 
- Vận tốc cực đại: 256 km/h (138 knot, 159 mph)
- Trần bay: 6.300 m (20.669 ft)
- Tải trên cánh: 70 kg/m² (14 lb/ft²)
- Công suất/trọng lượng: 257 W/kg (0,16 hp/lb)

Trang bị vũ khí

- 2× súng máy PV-1 7,62 mm (0.3 in)
- 1× súng máy DA 7,62 mm (0.3 in)